# NGC 6110
NGC 6110 este o galaxie spirală situată în constelația Coroana Boreală. A fost descoperită în 10 iulie 1880 de către Édouard Stephan⁠(d).